# Seugy
Seugy é uma comuna francesa na região administrativa da Ilha de França, no departamento do Vale do Oise. Estende-se por uma área de 1.70 km². Em 2010 a comuna tinha 1 026 habitantes (densidade: 603,5 hab./km²).